# GoboHide

## Általános leírás
A GoboHide egy a GoboLinuxhoz tartozó kernelpatch. A GoboLinux speciális könyvtárstruktúráját kezeli oly módon, hogy az abban levő, a hagyományos linux-disztribúciókban alkalmazott filerendszer-hierarchiát emuláló szimbolikus kötéseket listázáskor elrejti a felhasználók elől. Elvileg azonban más könyvtárak is elrejthetőek vele, illetve az elrejtettek felszabadíthatók, azaz e kernelpatch tényleges rejtett könyvtárakat valósít meg kerneltámogatással a GoboLinuxban. Erre a GoboLinuxnak különben kizárólag "esztétikai okokból" van szüksége (A GoboHide által elrejtett linkekre viszont amiatt, mert maga a GoboLinux nem POSIX-kompatibilis a filerendszer-hierarchiáját illetően).

## Nyelvi támogatás
A legutóbbi 013-as sorszámú GoboLinux kiadásban még csak angol nyelven érhető el a GoboHide, a telepítő CD-n levő rendszerben angolul van meg, de letölthető már az internacionalizált változat is. Ez a változat a GoboLinux csapat tagjai közül Viola Zoltán kezdeményezésére készült el, egyelőre az angolon kívül csak a magyar, brazíliai, portugál nyelvet tartalmazza.

## Használata
```
~
]
 
gobohide—help

gobohide:
 
Hide/Unhide
 
a
 
directory

-h,
 
--hide
     
Hide
 
the
 
directory
-u,
 
--unhide
   
Unhide
 
the
 
directory
-l,
 
--list
     
List
 
the
 
hidden
 
directories
--version
  
Show
 
the
 
program
 
version
--help
     
Show
 
this
 
message

(
a
 
kapcsolók
 
magyar
 
jelentése:

~
]
 
gobohide—help

gobohide:
 
Elrejti/Megmutatja
 
a
 
könyvtárakat

-h,
 
--hide
     
A
 
tartalomjegyzék
 
elrejtése
-u,
 
--unhide
   
A
 
tartalomjegyzék
 
engedélyezése
-l,
 
--list
     
A
 
rejtett
 
tartalomjegyzékek
 
kilistázása
                   

--version
  
A
 
program
 
verziójának
 
kiírása
--help
     
Ennek
 
az
 
üzenetnek
 
a
 
megjelenítése

)

```

Vagyis, ahhoz hogy elrejtsünk egy könyvtárat, le kell futtatni a gobohide-ot a -h paraméterrel, az alább leírt példa szerint. Az ls parancs ezután nem jeleníti meg a rejtetté vált könyvtárat. Íme:
```
~
]
 
ls
 
/
Depot
  
Mount
     
System
 
bin
  
etc
  
proc
  
sys
  
usr
                    

Files
  
Programs
  
Users
  
dev
  
lib
  
sbin
  
tmp
  
var
                   

~
]
 
gobohide
 
-h
 
/usr
~
]
 
gobohide
 
-h
 
/etc

~
]
 
ls
 
/
Depot
  
Mount
     
System
  
bin
  
lib
   
sbin
  
tmp
Files
  
Programs
  
Users
   
dev
  
proc
  
sys
   
var

```

Ez lehetővé teszi a fájlrendszer egy darabjának elrejtését. Azonban a rendszergazdai jogokkal továbbra is lehetőség van lekérdezni a kernel rejtett bejegyzéseit:
```
~
]
 
gobohide
 
-l
Hidden
 
directories:
/etc
/usr

(
Magyarul:

~
]
 
gobohide
 
-l
Rejtett
 
könyvtárak:
/etc
/usr

```

)
Még mindig hozzá lehet férni a fájlokhoz ezeken a rejtett belépési pontokon keresztül, még a bash is azt mondja, hogy a fájlok léteznek ezekben a könyvtárakban:
```
~
]
 
[
 
-f
 
/etc/fstab
 
]
 
&&
 
echo
 
"ooookay"

ooookay

~
]
 
l
 
/etc/zshrc

rwxrwxrwx
  
28
 
/etc/zshrc
 
->
 
/Programs/ZSH/Settings/zshrc

========================================================
                   

28
 
in
 
1
 
file
 
–
 
7614808
 
kB
 
used
 
(
96
%
)
,
 
388760
 
kB
 
free

```